# Dilys Award
Der Dilys Award war im englischsprachigen Raum ein Literaturpreis für Kriminalliteratur und wurde von 1992 bis 2014 jährlich von der Independent Mystery Booksellers Association (IMBA) verliehen. Die IMBA, ein Zusammenschluss von Buchhändlern aus Nordamerika, Kanada und Großbritannien, veröffentlichte monatlich für ihre Leser eine Liste von empfehlenswerten Kriminalromanen. Namensgeberin des Preises war Dilys Winn, Gründerin von Murder Inc., der ersten Krimi-Buchhandlung in den USA, die bis Dezember 2006 von Dilys Winn geführt und dann geschlossen wurde.
Die Auszeichnung gab es nur in einer Kategorie für den meistempfohlenen Titel des vergangenen Jahres. Es war eine von Greg Anthony gefertigte Skulptur, die einen Totenkopf darstellt.

## Preisträger
| Jahr | Preisträger           | Romantitel ggf. Originaltitel. Verlag, Ort, Jahr                                                        | Deutscher Titel Verlag, Ort, Jahr                        |
| 1992 | Carl Hiaasen          | Native Tongue Alfred A. Knopf, New York 1991                                                            | Große Tiere Bertelsmann, München 1991                    |
| 1993 | John Dunning          | Booked to Die Scribner’s, New York 1992                                                                 |                                                          |
| 1994 | Peter Høeg            | Smilla’s Sense of Snow OT: Frøken Smillas fornemmelse for sne. Farrar, Straus and Giroux, New York 1993 | Fräulein Smillas Gespür für Schnee Hanser, München 1994  |
| 1995 | Janet Evanovich       | One for the Money Scribner’s, New York 1994                                                             | Einmal ist keinmal Goldmann, München 1996                |
| 1996 | Michael Connelly      | The Last Coyote Little & Brown, Boston 1995                                                             | Der letzte Coyote Heyne, München 1997                    |
| 1997 | Michael Connelly      | The Poet Little & Brown, Boston 1996                                                                    | Der Poet Heyne, München 1998                             |
| 1998 | Janet Evanovich       | Three to Get Deadly Scribner’s, New York 1997                                                           | Eins, zwei, drei und du bist frei Goldmann, München 1998 |
| 1999 | Dennis Lehane         | Gone, Baby, Gone William Morrow, New York 1998                                                          | Kein Kinderspiel Ullstein, München 2000                  |
| 2000 | Robert Crais          | L.A. Requiem Doubleday, New York 1999                                                                   | Stunde der Rache Goldmann, München 2004                  |
| 2001 | Val McDermid          | A Place of Execution HarperCollins, London 1999                                                         | Ein Ort für die Ewigkeit Droemer, München 2000           |
| 2002 | Dennis Lehane         | Mystic River William Morrow, New York 2001                                                              | Spur der Wölfe Ullstein, Berlin 2002                     |
| 2003 | Julia Spencer-Fleming | In the Bleak Midwinter Thomas Dunne Books, New York 2002                                                | Das weiße Kleid des Todes Knaur, München 2005            |
| 2004 | Jasper Fforde         | Lost in a Good Book Hodder & Stoughton, London 2002                                                     | In einem anderen Buch dtv, München 2004                  |
| 2005 | Jeff Lindsay          | Darkly Dreaming Dexter Doubleday, New York 2004                                                         | Des Todes dunkler Bruder Droemer-Knaur, München 2005     |
| 2006 | Colin Cotterill       | Thirty-Three Teeth Soho Press, New York 2005                                                            | Dr. Siri sieht Gespenster Manhattan, München 2009        |
| 2007 | Louise Penny          | Still Life St. Martin’s Press, New York 2006                                                            | Denn alle tragen Schuld Limes, München 2006              |
| 2008 | William Kent Krueger  | Thunder Bay Atria, New York 2007                                                                        |                                                          |
| 2009 | Sean Chercover        | Trigger City Harper Collins, New York 2008                                                              |                                                          |
| 2010 | Alan Bradley          | The Sweetness at the Bottom of the Pie Delacorte Press, New York 2009                                   | Mord im Gurkenbeet Penhaligon, München 2009              |
| 2011 | Louise Penny          | Bury Your Dead Minotaur Books, New York 2010                                                            |                                                          |
| 2012 | S. J. Rozan           | Ghost Hero Minotaur Books, New York 2011                                                                |                                                          |
| 2013 | Peter Robinson        | Before the Poison Hodder & Stoughton, London 2012                                                       |                                                          |
| 2014 | William Kent Krueger  | Ordinary Grace Atria Books, New York 2013                                                               |                                                          |